# Shulan
Shulan is een stad in de provincie Jilin van China. Shulan ligt in de prefectuur Jilin en is tevens een arrondissement. 
Shulan heeft ca. 660.000 inwoners.